# Рогов (село)
Ро́гов — село в Злынковском районе Брянской области, административный центр Роговского сельского поселения.

## История
Одно из древнейших сёл Брянской области, известное по документам с 1552 года. С начала XVII века входило в состав Чолховской волости, казачьего населения не имело. Со 2 половины XVII в. по 1781 входило в Топальскую сотню Стародубского полка; затем в Новоместском, Новозыбковском (с 1809) уезде (с 1861 — в составе Малощербиничской волости, с 1923 в Злынковской волости). В 1929-1932 входило в Чуровичский район, в 1932-1939 в Новозыбковском районе, с 1939 в Злынковском, при временном упразднении которого (1959-1988) — вновь в Новозыбковском.
Приход церкви Михаила Архангела упоминается с XVIII века (храм был закрыт в 1930 году, не сохранился). В 1880-х гг. в селе была открыта церковно-приходская школа.
В 1986 году село пострадало от аварии на Чернобыльской АЭС. До 1998 года имело статус «зона отселения», сейчас это «зона с правом на отселение». В селе имеется отделение связи, библиотека.

## Известные люди
В селе родился советский и российский военачальник И. К. Макаренко.